# بليك ستيفن
بليك ستيفن هو لاعب هوكي الجليد كندي، ولد في 29 نوفمبر 1960 في كالغاري في كندا.

## وصلات خارجية
- بليك ستيفن على موقع EliteProspects.com (الإنجليزية)
- بليك ستيفن على موقع HockeyDB.com (الإنجليزية)